# نوستك جزري
نوستك جزري (الاسم العلمي:Nostoc insulare) هو نوع من البكتيريا يتبع جنس النوستك من الفصيلة النوستكية.